# Macerta
Macerta (em armênio: Մահկերտ; romaniz.: Mahkert), Macurto (em grego: Μαχουρτῶν; romaniz.: Machourtȭn) ou Bete Maquerte (em siríaco: BēΘ Māhqert) foi um principado da província de Persarmênia, no sudeste do Reino da Armênia. Por conseguinte, compunha um dos territórios do Vitaxado de Nova Siriganica, um dos quatro territórios geridos por vitaxas (vice-reis) nas zonas fronteiriças do reino; Nova Siriganica compreendia os territórios de Macerta, Nicoracã e Dassentre e todos os distritos da província da Persarmênia, o que levou à confusão entre ambas. Macerta era o distrito mais ao sul da Armênia, situado na fronteira com o Império Sassânida do Irã e compreendeu o curso superior do Pequeno Zabe, que corresponde à moderna região de Rauandiz, no Iraque. Suren Eremyan sugeriu que tinha uma área de 2 002 quilômetros quadrados.
Cyril Toumanoff propôs que a linhagem principesca de Macerta era medo-carduca e que a família Anzevaci, cujo domínio principesco localizava-se na Vaspuracânia, era uma linhagem cadete. Robert Hewsen, por conseguinte, sugeriu que essa família ocupava, em paralelo, a posição de vitaxas de Nova Siriganica. Agatângelo mencionou que Macerta foi um dos territórios visitados por Gregório, o Iluminador durante suas missões apostólicas na Armênia. A Lista Militar (Զորնամակ, Zōrnamak), o documento que indica a quantidade de cavaleiros que cada uma das famílias nobres devia ceder ao exército real em caso de convocação, não menciona Macerta, mas Toumanoff sugeriu que forneciam 500 cavaleiros dada sua relevância regional.
Alegoricamente, Fausto, o Bizantino comenta que esteve entre os territórios que desertaram o rei Ársaces II (r. 350–368) e juraram lealdade ao xainxá Sapor II (r. 309–379) do Império Sassânida. Essa afirmação, contudo, alude à Paz de Nísibis de 363 assinada pelo Império Romano e o Império Sassânida, segundo a qual porções do território armênio, incluindo Macerta, foram concedidos aos sassânidas. É possível, com base em outra menção em Fausto, que foi brevemente reconquistado pelo asparapetes (comandante-em-chefe)  Musel I, que a invadiu sob ordens do rei Papa (r. 370–374) no contexto da guerra contra Sapor II. Foi mencionado como uma eparquia da província eclesiástica de Adiabena no Concílio de Selêucia-Ctesifonte de 410.